# Aphantochilus
Aphantochilus is een geslacht van spinnen uit de  familie van de Thomisidae (krabspinnen).

## Soorten
- Aphantochilus cambridgei Canals, 1933
- Aphantochilus inermipes Simon, 1929
- Aphantochilus rogersi O. P.-Cambridge, 1870